# Walchenseekraftwerk

Geländeschnitt von Süden nach Norden (stark überhöhte Darstellung)

Das Walchenseekraftwerk ist ein 1924 in Kochel am See in Bayern in Betrieb genommenes Hochdruck-Speicherwasserkraftwerk. Es ist mit einer installierten Leistung von 124 MW bis heute eines der größten seiner Art in Deutschland, da leistungsstärkere Anlagen auch pumpen können und als Pumpspeicherkraftwerk klassifiziert sind (siehe Liste von Wasserkraftwerken in Deutschland).
Das Kraftwerk, das seit 2016 der Uniper Kraftwerke GmbH gehört, produziert jährlich über 300 GWh Ökostrom was gut 2400 Volllaststunden entspricht, oder 28 % Auslastung.

## Beschreibung
Das Walchenseekraftwerk nutzt die Wasserkraft bei einem natürlichen Höhenunterschied von 201 m zwischen dem als „Oberbecken“ fungierenden Walchensee (801 m ü. NHN) und dem „Unterbecken“ Kochelsee (600 m ü. NHN) zur Stromerzeugung. Beim Betrieb des Kraftwerks darf der Wasserspiegel des Walchensees um bis zu 6,6 m gesenkt werden, was bei rund 16 km² Oberfläche einem verfügbaren Speicherraum von 110 Mio. m³ entspricht. Bei einer (mittleren) Fallhöhe von 200 Meter entspricht dies einem Arbeitsvermögen von knapp 60 GWh mit dem, falls kein Wasser zufließen würde, 20 Tage lang die Maximalleistung entnommen werden kann. Das Kraftwerk ist somit ein Speicherwasserkraftwerk, aber kein Pumpspeicherkraftwerk, da kein Wasser wieder in den Walchensee zurückgepumpt wird. Ein Umrüstung wurde 2012 vorgeschlagen und abgelehnt. Das Walchenseekraftwerk wurde ursprünglich für die allgemeine Stromversorgung gebaut und dient heute vorwiegend als Spitzenlast- sowie – je nach Wasserangebot – auch als Mittellastkraftwerk.

## Wasserspeicher und Zuflüsse
Die natürlichen Zuflüsse des Walchensees reichen nicht aus, um genügend Wasser für den vollen Dauerbetrieb des Speicherkraftwerkes bereitzustellen. Der Turbinendurchfluss beträgt maximal 84 m³ pro Sekunde, somit 302.400 Kubikmeter in der Stunde, über 7 Mio. m³ am Tag, so dass ohne Zuflüsse nach gut zwei Wochen das nutzbare Speichervolumen von 110 Mio. m³ entnommen wäre und der Wasserspiegel um 6,6 Meter gesunken wäre. Zuflüsse kommen aus Isarüberleitung (25 m³/s max.), Rißbachüberleitung (12 m³/s max.) und den sonstigen Seezuflüssen (3 m³/s) wie Obernachkanal. 
Das Walchenseekraftwerk ist deshalb die zentrale Anlage eines weiträumigen Verbundes aus zusätzlich errichteten Stauwehren, Kanälen und Stollen, mit denen der Wasserzufluss zum Walchensee erhöht wird. Mit der Isar-Überleitung und der Rißbach-Überleitung wird dem Walchensee das benötigte zusätzliche Wasser zugeführt. Um die Energie des Gefälles dieser zusätzlichen Zuflüsse ebenfalls nutzen zu können, wurden in diese Anlagen weitere Kraftwerke (Isar-Kraftwerk Obernach, Rißbach-Niedernach-Kraftwerk) eingebaut. Der natürliche Abfluss des Walchensees bei Niedernach – über die Jachen zur Isar – wird durch ein Wehr versperrt. Um den Wasserspiegel des Kochelsees möglichst stabil zu halten, wird sein Abfluss in einem Kanal bei Kochel reguliert. Um das flache Loisachtal und Wolfratshausen vor Überschwemmungen durch das Wasser aus dem Kraftwerk zu schützen, sorgt der Loisach-Isar-Kanal für zusätzlichen Abfluss in die Isar.
Durch den Kraftwerksbetrieb und den dadurch stark schwankenden Wasserspiegel frieren im Winter beide Seen kaum zu. Deshalb sind die Eisflächen in den einzelnen Buchten dünn und dürfen nicht betreten werden.

### Isar-Überleitung

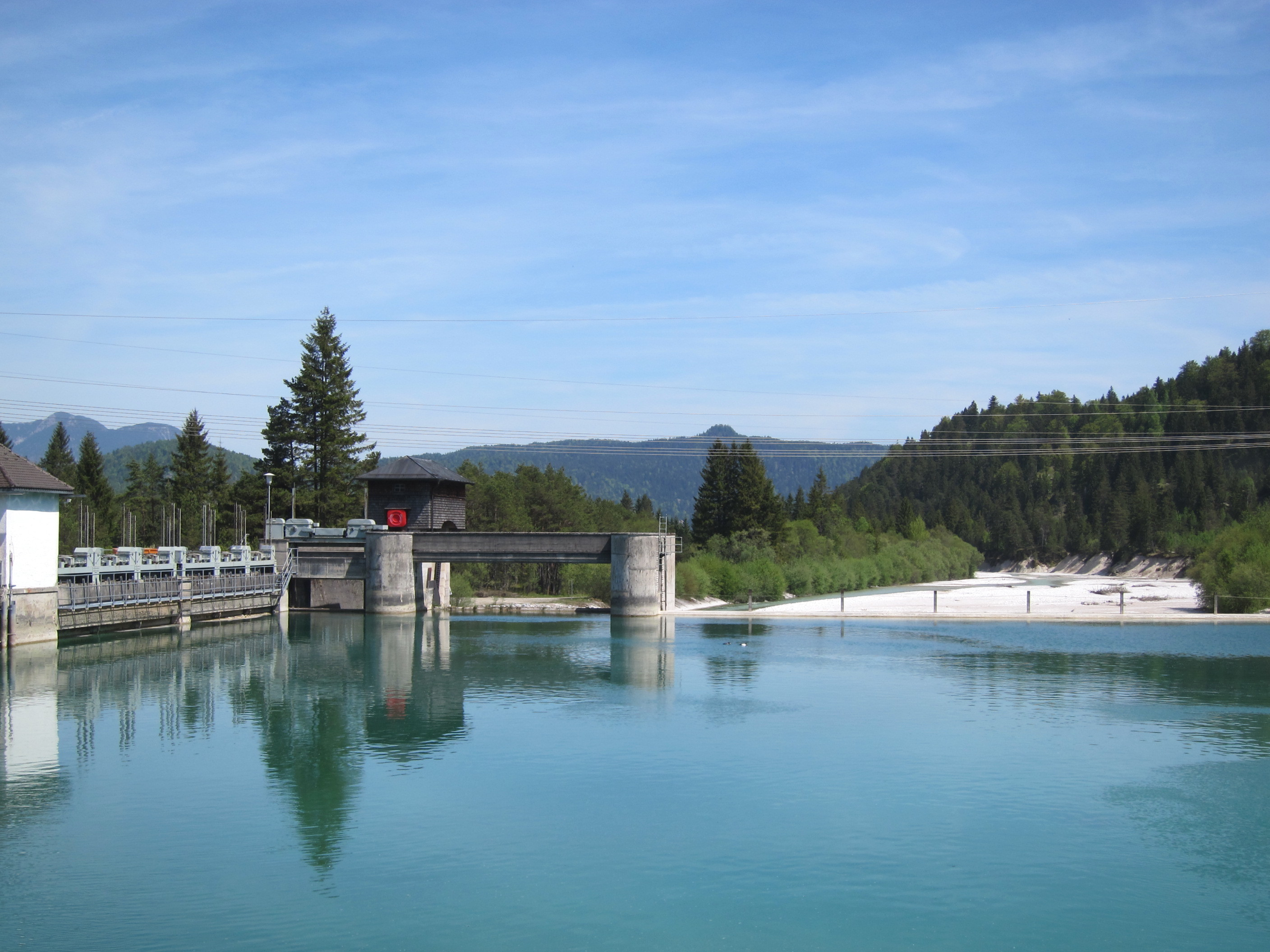
Stauwehr Krün

Für den Betrieb des Kraftwerks sind die aus dem Einzugsgebiet des Walchensees kommenden Wassermengen nicht ausreichend. Es war daher von Anfang an geplant, das Wasser der Isar in den Walchensee zu leiten. Die Isar kommt als Wildwasserfluss aus dem österreichischen Teil des Karwendelgebirges. Sie wurde zwischen Mittenwald und Krün bei Flusskilometer 251,5 durch das Stauwehr Krün um fünf Meter zum Isar-Stausee (870 m) aufgestaut und von dort fast vollständig zum Walchensee übergeleitet. Seit 1990 muss jedoch eine Mindestmenge an Wasser in dem ursprünglichen Flussverlauf verbleiben (je nach Jahreszeit zwischen 3 und 4,8 m³/s). Um auch das Gefälle des Restwassers von 5 m am Wehr zur Stromerzeugung nutzen zu können, wurde dort im Jahr 1990 ein kleines Laufwasserkraftwerk errichtet. Das übergeleitete Isarwasser fließt zunächst in einem offenen Kanal durch Krün nach Wallgau. Auf dieser Strecke wird dem Kanal in unterirdischen Leitungen das Wasser des Kranz- und des Finzbachs zugeführt. Vor Wallgau kreuzt der Kanal in einem Düker die Bundesstraße 11 und das meist trockene Bett des Finzbaches und wird von Wallgau durch einen Tunnel zum Sachensee (867 m) geführt. Der Sachensee wird durch ein Wehr ebenfalls geringfügig aufgestaut und reguliert. Ursprünglich floss das Wasser durch den Obernachkanal über mehrere Steilstufen (den sogenannten Isarfall) nach Norden ab, durchquerte das Gelände der Versuchsanstalt für Wasserbau und Wasserwirtschaft der TU München und mündete schließlich bei Einsiedl in den Walchensee. In den 1950er Jahren beschloss man, auch das Gefälle zwischen Sachensee und Walchensee zu nutzen, und baute das Kraftwerk Obernach, das 1955 in Betrieb genommen wurde. Seitdem wird ein Teil des am Sachensee verfügbaren Wassers in einem 3,9 Kilometer langen Druckstollen zu dem im Berg versteckten Wasserschloss und von da zu den beiden Turbinen des Kraftwerks Obernach geleitet, dessen Auslauf in den Walchensee mündet. Durch die Isar-Überleitung können maximal 25 m³/s Wasser in den Walchensee geleitet werden.

### Rißbach-Überleitung

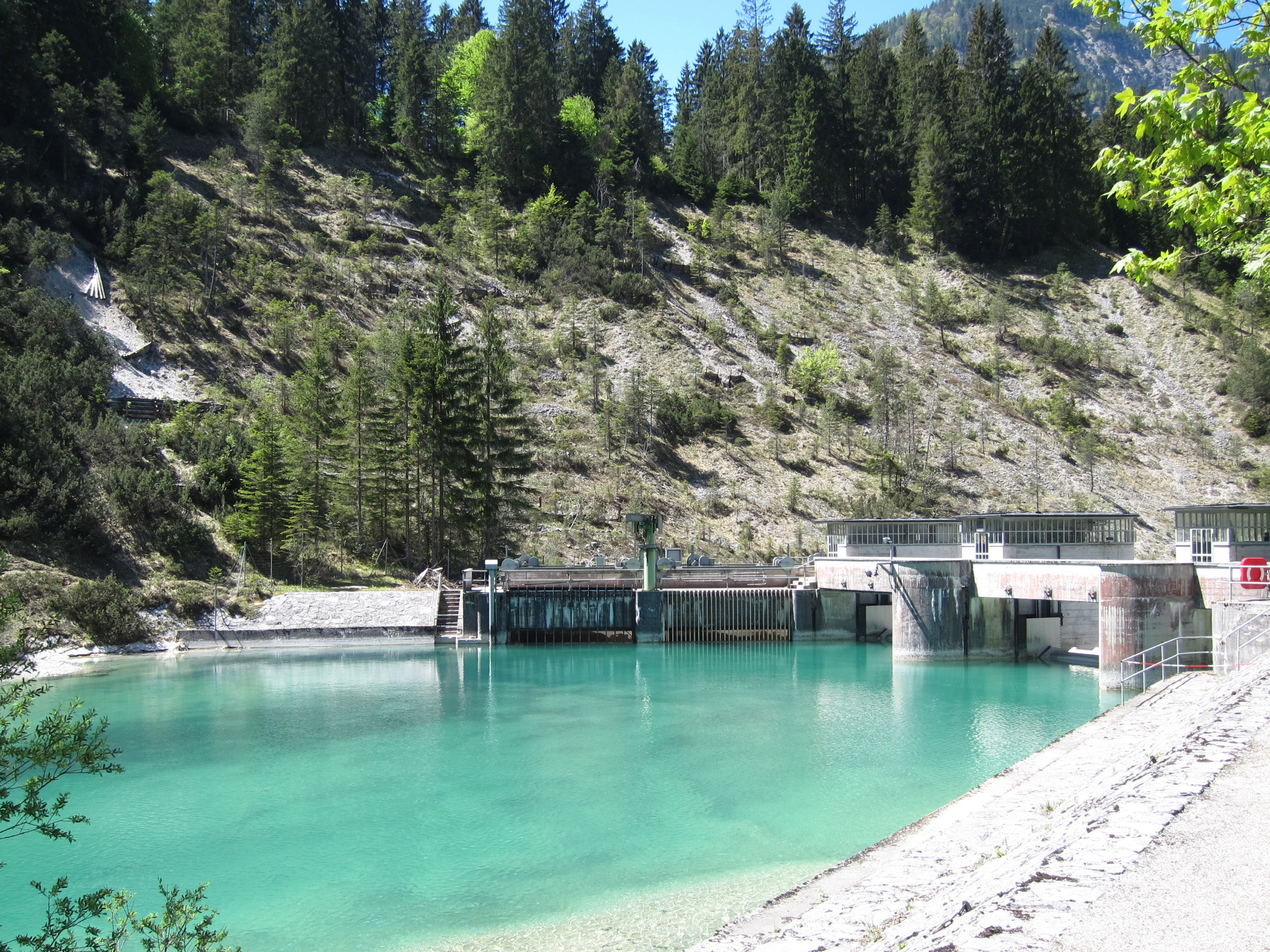
Rißbachwehr

Der Rißbach kommt aus dem nördlichen Teil des Karwendelgebirges, wo im Bereich der Ahornböden das Wasser der kleineren Bäche zufließt. Unterhalb der Grenze zwischen Tirol und Bayern und unmittelbar nach der Einmündung des Fermersbaches wird der wasserreiche Bach bei der Oswaldhütte an der Straße Vorderriß (Bayern) – Hinterriß (Tirol) gestaut (838 m ü. NHN) und in den insgesamt fast 7 km langen Rißbachstollen eingeleitet. Der Rißbachstollen ist unterteilt in den 3647 m langen Grasbergstollen, in den auf etwa halber Strecke noch das Wasser des zum Rißbach fließenden Fischbachs eingeleitet wird. Der Grasbergstollen führt zu einem Düker, mit dem das Flussbett der Isar und die daneben laufende Mautstraße oberhalb von Vorderriß bzw. knapp oberhalb von Ochsensitz unterquert wird. Der anschließende 3313 m lange Hochkopfstollen endet oberhalb von Niedernach am Alpenbachwehr (821 m ü. NHN), mit dem auch dessen Wasser in den Walchensee geleitet wird. Vom Alpenbachwehr führen ein knapp 150 m langer Stollen und ein etwa 215 m langer Kanal zu dem Einlaufbauwerk, von dem aus das Wasser durch ein Druckrohr über ein Gefälle von 21 m zum Laufwasserkraftwerk Niedernach am Südostende des Walchensees geleitet wird. Überschüssiges Wasser läuft vom Einlaufbauwerk über eine breite Kanaltreppe neben dem Kraftwerk in den See. Durch die Rißbach-Überleitung können maximal 12 m³/s Wasser in den Walchensee fließen. Das Kraftwerk ist seit 1951 in Betrieb.

## Technischer Betrieb

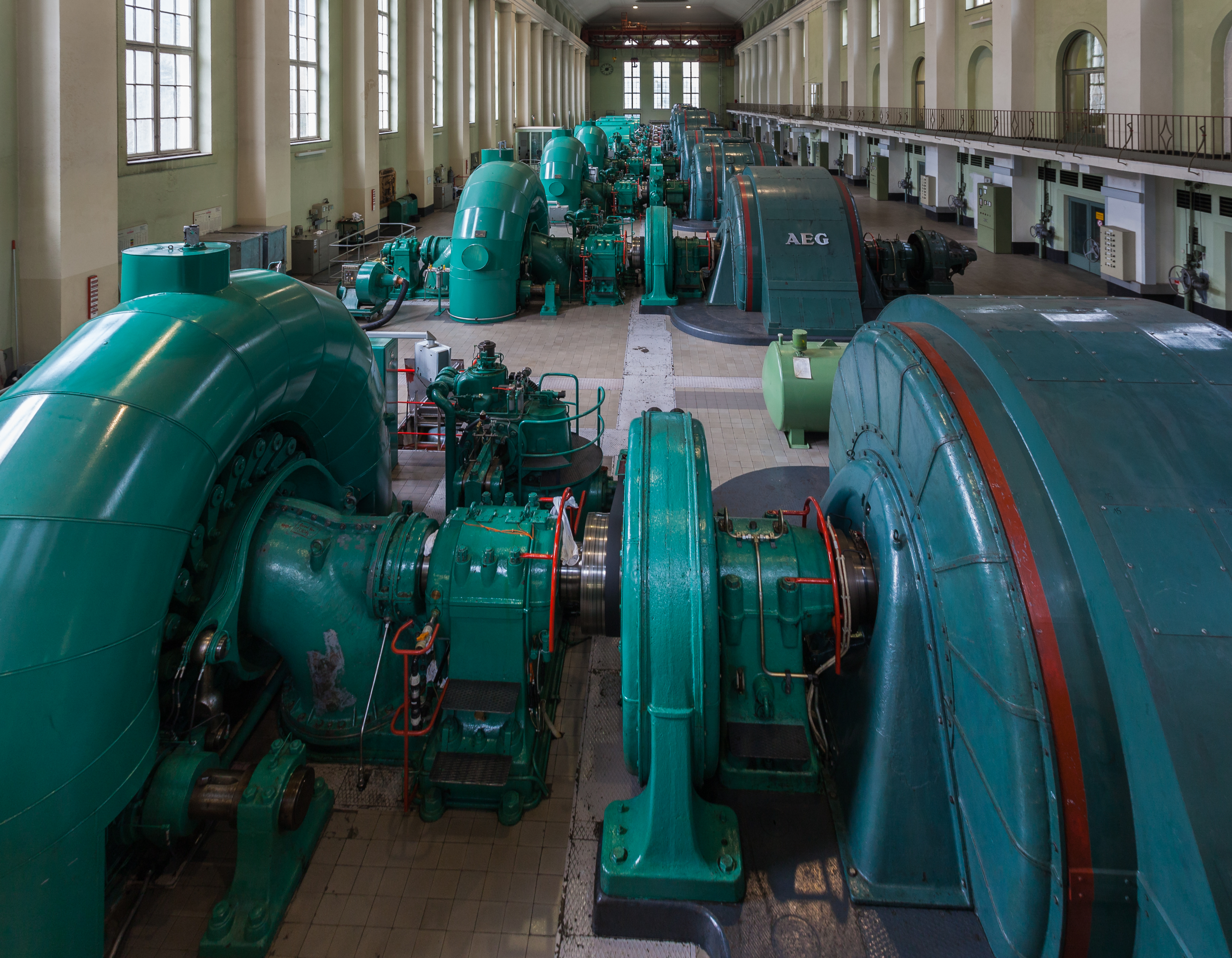
Turbinenhalle, vorne links die nach rechts unten abströmenden Francis-Turbinen

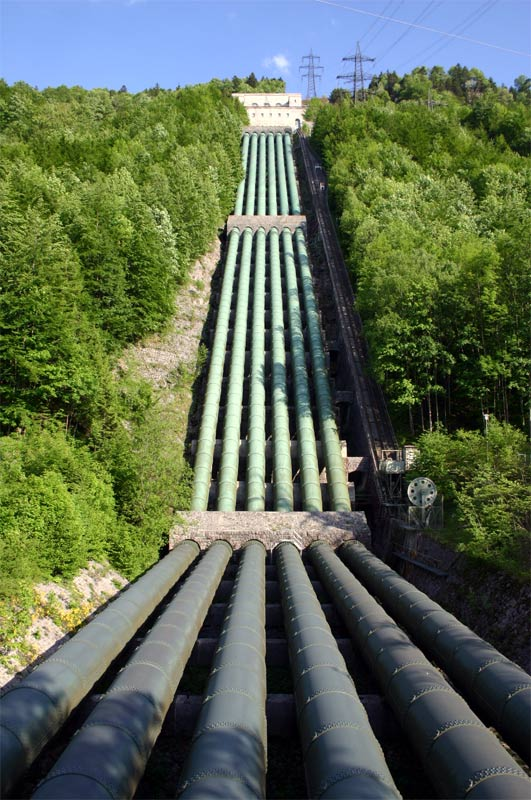
Die Rohrleitungen des Walchenseekraftwerks

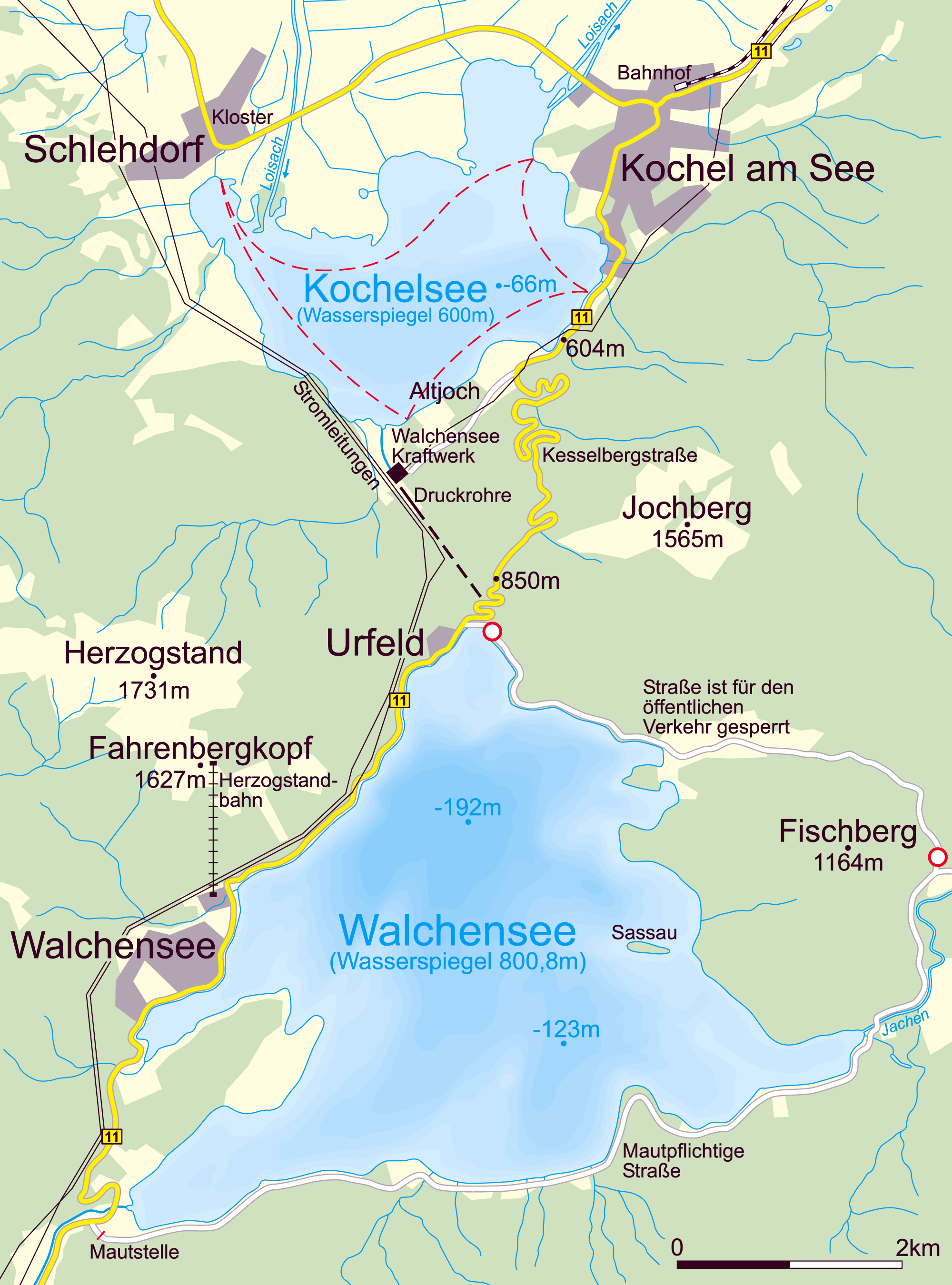
Lage des Kraftwerks

Das Walchenseekraftwerk erhält sein Wasser aus dem Einlaufbauwerk bei Urfeld am Walchensee, das hinter einer Straßenbrücke und einem Rechen weitgehend im Fels verborgen ist. Über einen 1200 m langen, 4,80 m hohen und 4,60 m breiten Druckstollen aus Beton, dessen Sohle 10 m unter dem normalen Wasserspiegel des Sees liegt, strömt das Wasser durch den Kesselberg in das weithin sichtbare, hoch über dem Kraftwerk gelegene Wasserschloss. Dessen 10.000 m³ fassendes 10 m tiefes Wasserbecken gleicht die Druckschwankungen in den Druckrohren aus, die beim Anfahren, Regeln oder Abstellen der Turbinen entstehen. Um dem Wasserdruck in dem Becken standzuhalten, ist dessen Außenwand wie eine Staumauer mit einer nach unten zunehmenden Dicke von bis zu 15 m ausgeführt. Das Wasserschloss enthält in einem vorgelagerten Schieberhaus außerdem die Absperrschieber der zum Kraftwerk führenden Rohre samt Laufkran für Wartungs- und Reparaturarbeiten.
Sechs 430 Meter lange Druckrohre lassen das Wasser zu den acht Turbinen im Maschinenhaus strömen. Der Durchmesser der Rohre nimmt von anfänglich 2,25 m ganz oben auf 1,85 m unten am Maschinenhaus ab. Die Wandstärke der Rohre beträgt oben 10 mm und unten 27 mm. Das über 100 m lange Maschinenhaus ist seitlich zur Rohrbahn angeordnet, um bei einem eventuellen Bruch eines Rohres möglichst nicht von dem herabschießenden Wasser beschädigt zu werden.
Vier Rohre leiten das Triebwasser je einer der vier Francis-Turbinen zu, während die beiden übrigen Rohre je zwei Pelton-Turbinen mit zwei Laufrädern versorgen. Die Francis-Turbinen laufen mit einer Drehzahl von 500 min−1, die Pelton-Turbinen mit 250 min−1. Alle Turbinen zusammen können bis zu 84 m³/s Wasser durchsetzen. Aus dem Leerlauf können die Francis-Turbinen in etwa 30 Sekunden auf Volllast hochgefahren werden, bei einer stillstehenden, nicht vollständig gefüllten Turbine dauert der Vorgang etwa drei Minuten. Unterhalb der Turbinen befindet sich der Auslauf, der in einem Kanal in den Kochelsee mündet.
Die Francis-Turbinen sind mit Drehstromgeneratoren mit einer Maximalleistung von je 18 MVA und 6,6 kV bei der Netzfrequenz von 50 Hz verbunden. Die Pelton-Turbinen sind mit Einphasengeneratoren verbunden, die für die Gewinnung von Bahnstrom mit den ursprünglich üblichen 16 2/3 Hz ausgelegt sind (was vom heutigen System mit 16,7 Hz toleriert wird). Die erzeugte Gesamtleistung teilt sich auf in 72 MW Drehstrom und 52 MW Bahnstrom. Die Stromerzeugung typischer Jahre beträgt ca. 300 Mio. kWh. Beim Bau des Kraftwerkes wurden die Aufträge für die Generatoren gleichmäßig auf die damaligen Hersteller verteilt, sodass vier Hersteller (Drehstrom: AEG und Bergmann Electricitäts-Werke, Bahnstrom: Brown, Boveri & Cie. und Siemens-Schuckertwerke) jeweils zwei Generatoren lieferten. Die Turbinen stammten von Voith.
Von den Generatoren wird der Strom zu dem Transformatorenhaus jenseits des Hofes geleitet, wo die Generatorspannung von 6,6 kV auf die Netzspannung von 110 kV transformiert wird. Über die Schaltanlage vor dem Transformatorenhaus wird der Strom dann in die Freileitungen eingespeist.

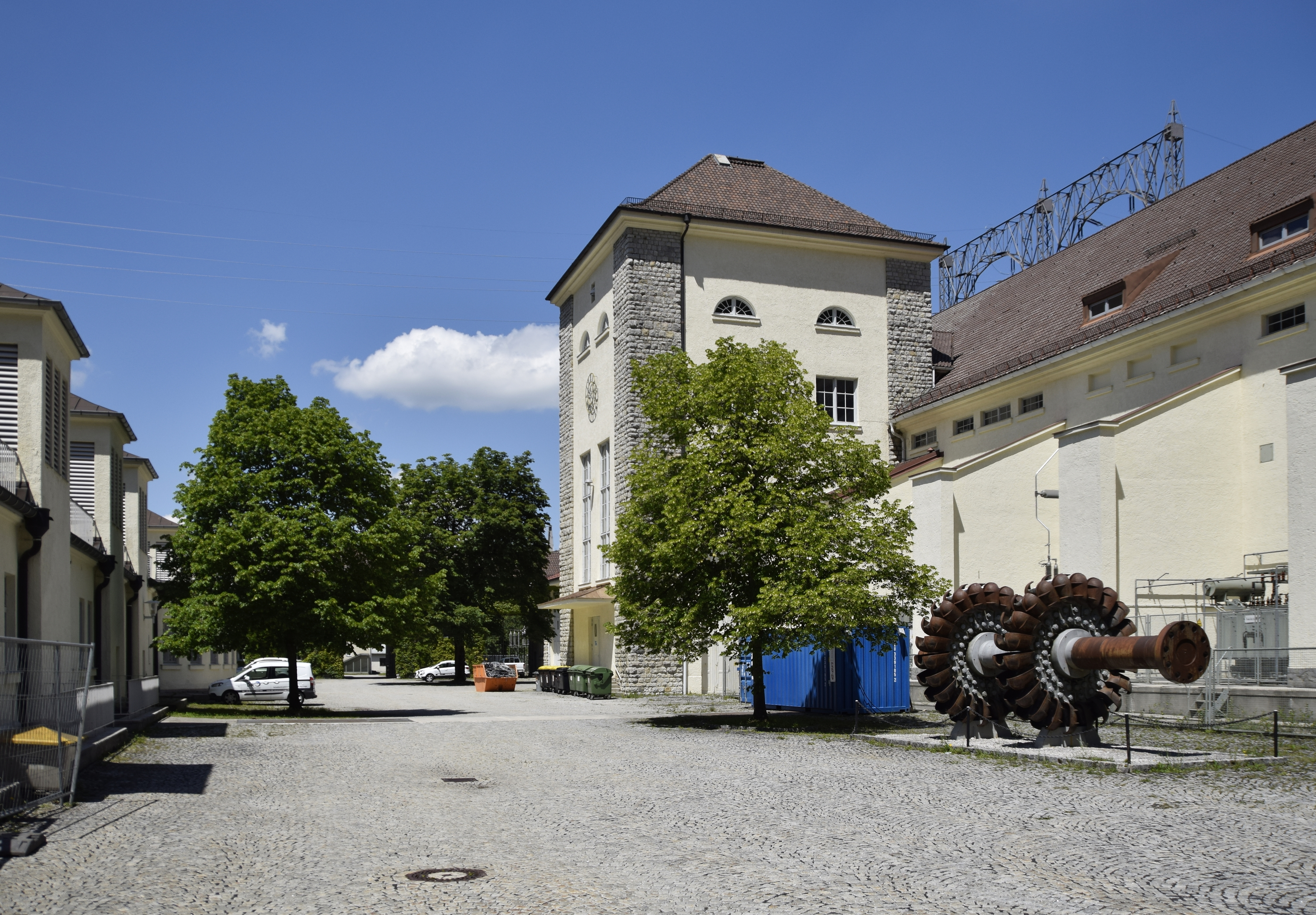
Der Hof zwischen der Maschinenhalle und dem Transformatorenhaus mit dem ausgebauten Pelton-Radsatz

Im Hof zwischen der Maschinenhalle und dem Transformatorenhaus ist ein ausgebauter Radsatz einer Pelton-Turbine mit zwei Laufrädern (mit je 22 angeschraubten Bechern) auf einer Welle aufgestellt, der etwa 30 t wiegt. Der Radsatz wurde ausgetauscht, weil eine weiterentwickelte Form der Schaufeln einen höheren Wirkungsgrad ergab.

## Geschichte

### Planung

Kochel- und Walchensee von Herzogstand.

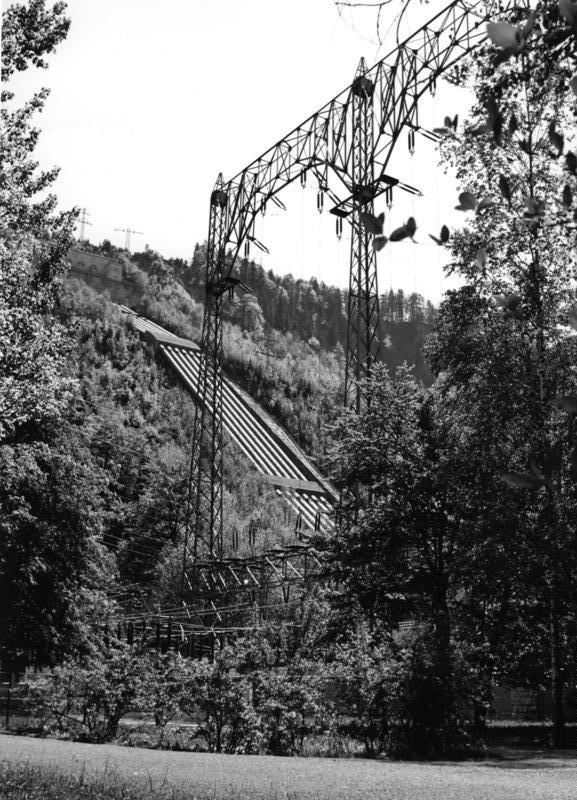
Gittermasten der Freiluftschaltanlage, Fallrohre (1960)

Erste Pläne für die Nutzung des Höhenunterschieds von 200 m zwischen Walchen- und Kochelsee zur Gewinnung elektrischer Energie gehen auf das Jahr 1897 zurück. Oskar von Miller war der Vordenker und Planer für den Bau des Walchenseekraftwerks. Er wollte die Elektrifizierung der bayerischen Bahn (siehe auch Mittenwaldbahn) und des Landes Bayern voranbringen. Bereits im Herbst 1903 wurde – getarnt als Such- und Rettungsaktion einer vermissten Familie – von Tauchern der Untergrund des Walchensees untersucht. Um dieselbe Zeit wurden erste Planungen zum Bau einer Vollbahn Tölz–Lenggries–Jachenau–Mittenwald–Landesgrenze bekannt. Ein Zusammenhang mit der Planung des Kraftwerkes ist aus heutiger Sicht offensichtlich, musste doch ein Ersatz für den floßweisen Abtransport des Holzes aus dem Gebirge geschaffen werden. Ein zweites und drittes Projekt wurden unabhängig voneinander 1904 bekannt. Im dritten vom preußischen Offizier Fedor Maria von Donat war bereits ein Isarsee aus Isar und Rißbach mit Überleitung in den Walchensee eingeplant. Auch die Staatsbauverwaltung legte 1907 einen Entwurf vor. Bei den Anrainern an Isar, Walchen- und Kochelsee, die Umweltbelastungen und -zerstörung befürchteten, führte dies zu großen Verunsicherungen. 1908 wurde von der Staatsregierung ein siebenmonatiger Wettbewerb ausgeschrieben, bei dem 31 Entwürfe eingereicht wurden. Daraus wurden je ein erster, zweiter und dritter sowie drei vierte Preise ausgewählt; der erste Preis ging an das mit „Einfach und sicher“ betitelte Projekt, das mit einer relativ geringen Wasserentnahme die Natur größtmöglich schonte und zugleich durch ausreichende Leistung finanziell rentabel war. Dieser Entwurf wurde später im Wesentlichen auch verwirklicht. Im Frühsommer 1911 wurde in Kochel eine staatliche Bauleitung eingerichtet, obwohl zu diesem Zeitpunkt noch die staatliche Zustimmung fehlte. In der 267. Sitzung der Bayerischen Kammer der Abgeordneten am 25. April 1914 wurde das Thema Walchenseekraftwerk „als eine Ehrensache des bayerischen Volkes“ eingehend besprochen. Dabei wurde aber die Frage gestellt, ob überhaupt genügend Abnehmer für den erzeugten Strom gefunden würden. Das Bayerische Verkehrsministerium, im Gegensatz zum Bayerischen Innenministerium, forcierte sonderbarerweise das Walchenseeprojekt nicht, weil man dort Zweifel an der Rentabilität des elektrischen Bahnbetriebes hegte. Dem bereits erwähnten Oskar von Miller gelang es jedoch, das Kabinett zu überzeugen, sodass Anfang 1914 die Kammer der Abgeordneten und im Juni 1914 auch die Kammer der Reichsräte zustimmten. Obwohl einige Wochen später der Erste Weltkrieg ausbrach, setzte von Miller – ermuntert durch König Ludwig III., der die Leistungsfähigkeit Bayerns demonstrieren wollte – die Planungen fort, die bis Ende 1916 beendet waren. 1917 wurden sogenannte Verhandlungsfahrten in die betroffenen Ortschaften von Wallgau bis Wolfratshausen unternommen.
Nach langer Vorarbeit beschloss der bayerische Landtag am 21. Juni 1918 (fünf Monate vor dem Ende des Ersten Weltkrieges) den Kraftwerksbau.

### Bau
| Zeit              | Anzahl der Arbeitskräfte |
| ----------------- | ------------------------ |
| Januar 1919       | 120                      |
| Anfang April 1919 | 300                      |
| Juli 1919         | 500                      |
| Januar 1920       | 800                      |
| 1921              | 2000                     |
| November 1923     | 2100                     |
| Dezember 1923     | 700                      |
| Februar 1924      | 110                      |

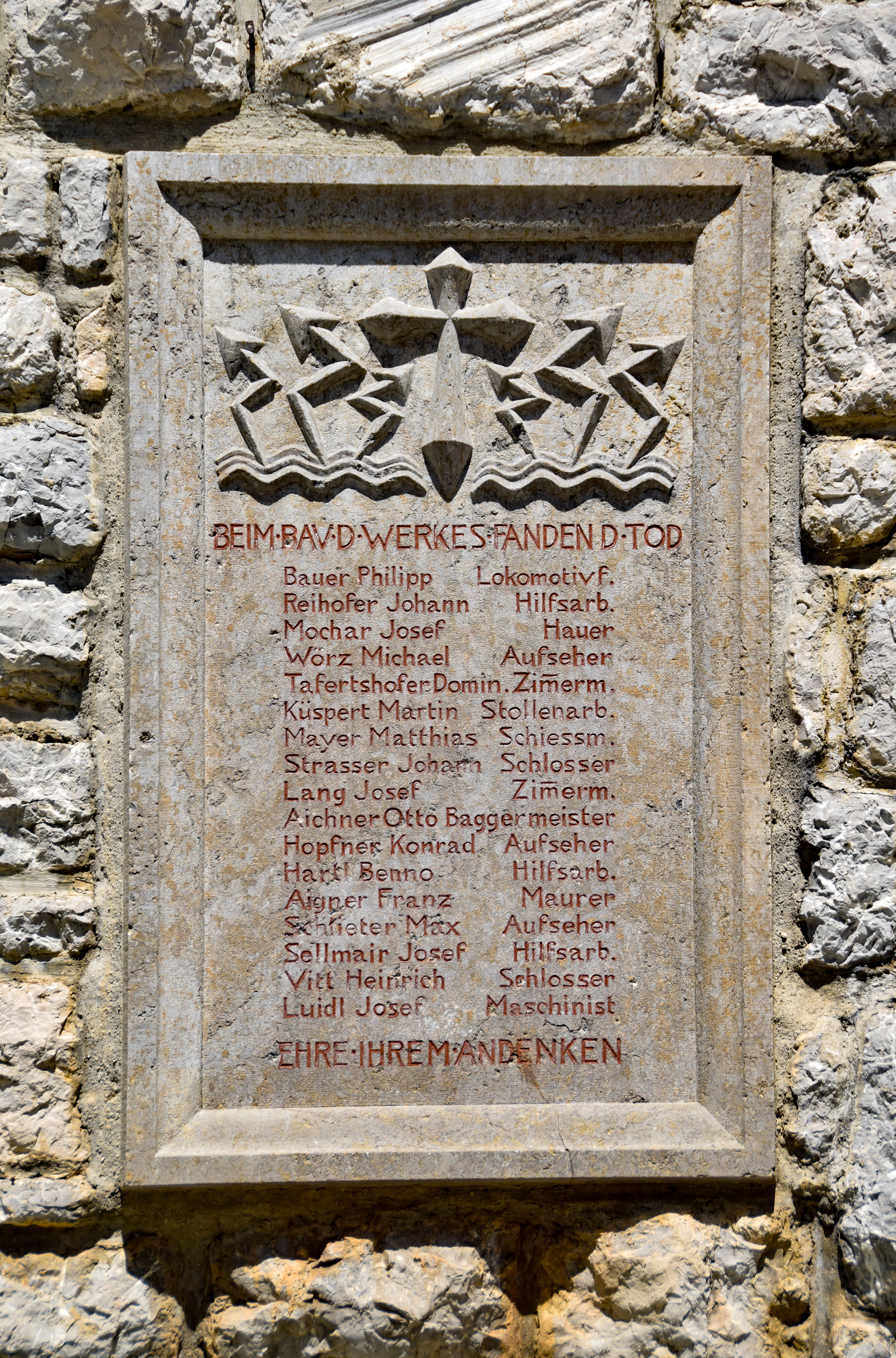
Gedenktafel am Kraftwerkshaus, die an die 17 Verstorbenen erinnert

Mit den in drei Bauabschnitte gegliederten Bauarbeiten des Gesamtprojekts wurde im November 1918 in Urfeld begonnen. Nachdem sich zunächst auf einen öffentlichen Aufruf nur wenige Arbeiter meldeten, wuchs deren Anzahl im Laufe der Zeit von anfänglich 120 auf 2000 zur Zeit des höchsten Betriebes. Darunter waren zahlreiche Soldaten, die aus den Kriegsgebieten heimkehrten und Arbeit suchten. Zum Bauabschnitt 1 gehörten die Maßnahmen von Krün bis zum Walchensee: das Isarwehr, die Überleitung zum Sachensee sowie der Ausbau der Obernach bis zum Walchensee. Diese Arbeiten übernahm die Firma Friedrich Buchner aus Würzburg. Hierbei waren etwa 100 Personen beschäftigt.
Der Bauabschnitt 2 beinhaltete das eigentliche Walchenseekraftwerk vom Einlauf in Urfeld bis zum Kochelsee. Ab dem 9. Dezember 1918 übernahm die Baufirma Wolle aus Leipzig die Bauarbeiten am Einlaufbauwerk in Urfeld, dem Kesselbergstollen, dem Wasserschloss und der Fallrohrbahn. Die Maßnahmen im unteren Bereich, namentlich der Bau des Kraftwerk- und Transformatorhauses, des Unterwasserkanals und sämtlicher Zufahrtsstraßen übernahmen Die Baufirmen Eduards & Hummel sowie Alfred Kunz aus München.
Bauabschnitt 3 umfasste die Maßnahmen an der Loisach, also insbesondere das Wasserkraftwerk Schönmühl und den Loisach-Isar-Kanal. Es arbeiteten die Bayerische Baugesellschaft Kallenbach aus München und die Oberrheinische Bauindustrie aus Freiburg.
Für den Betrieb der zahlreichen elektrisch betriebenen Baumaschinen wurde eigens das Kraftwerk Kesselbach in der Nachbarschaft der Baustelle gebaut. Es konnte jedoch nur rund ein Drittel des Bedarfs decken, die anderen zwei Drittel wurden mit Lokomobilen, also mit dampfbetriebenen Generatoren erzeugt. Beim Bau des Walchenseekraftwerks starben insgesamt 17 Arbeiter, an die eine Gedenktafel am Kraftwerkshaus erinnert.
Die Kosten des Baus wurden vor dem Ersten Weltkrieg auf 14 Millionen Mark geschätzt, Ende 1919 ging man bereits von über 100 Millionen Mark aus. Wegen der Inflation betrugen sie im Frühjahr 1922 jedoch schon 439 Millionen Mark, die endgültigen Baukosten sind nicht ermittelbar.

### Betrieb

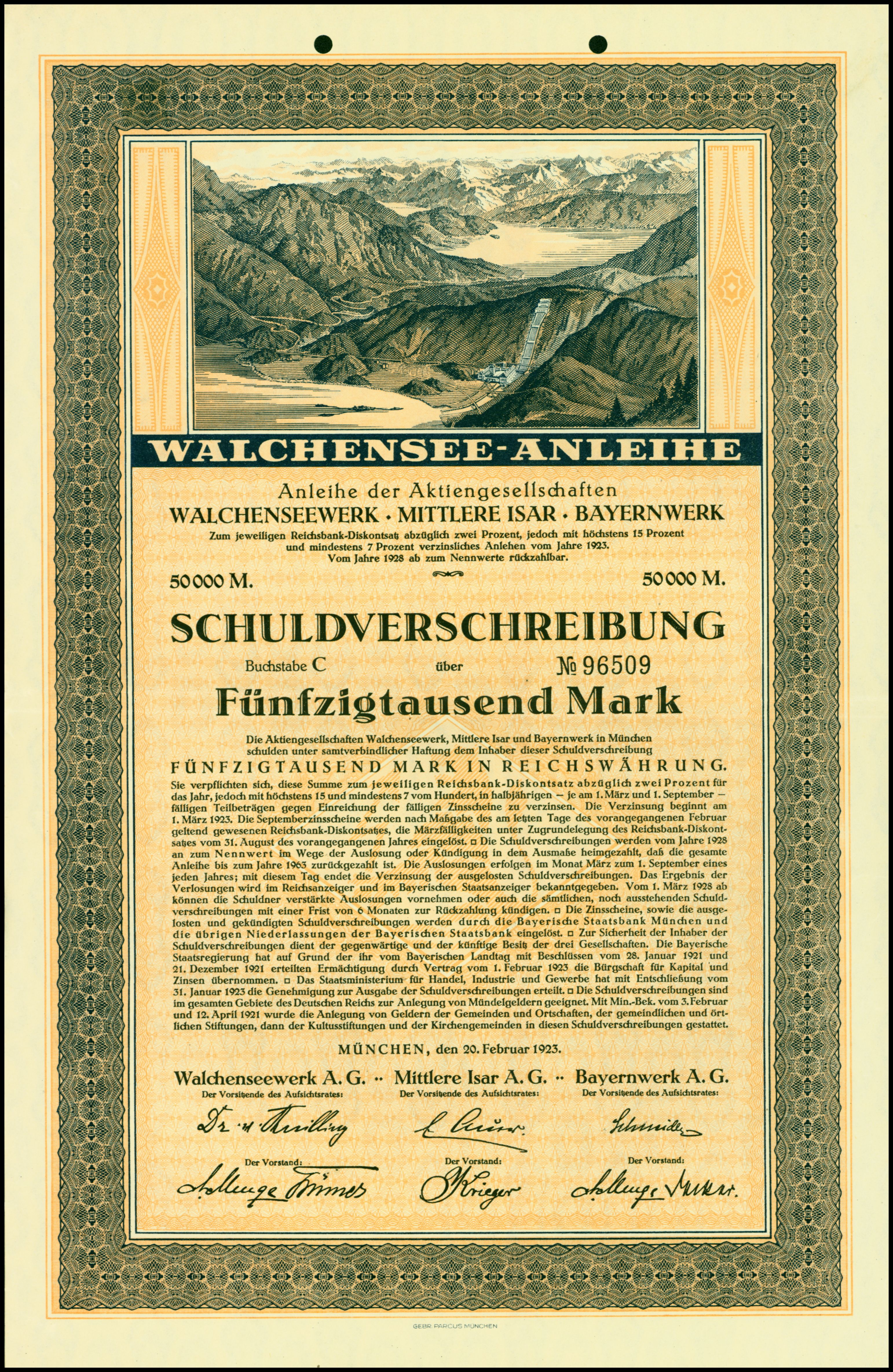
Walchensee-Anleihe über 50.000 Mark vom Februar 1923

Am 5. Januar 1921 wurde die staatliche Walchenseewerk Aktiengesellschaft in München gegründet, die den Bau fortführen und vollenden sowie den Betrieb des Kraftwerkes übernehmen sollte. Die am 5. April 1921 gegründete, ebenfalls staatliche Bayernwerk AG sollte die weiträumige Verteilung des Stroms übernehmen. Erstmals speiste eine Turbine am 24. Januar 1924 Energie ins Stromnetz ein, die anderen sieben Turbinen folgten in den nächsten Monaten.
Das Bayernwerk übernahm die Walchenseewerk A.G. 1942/43 endgültig. 1994 wurde es privatisiert und seinerseits von der VIAG übernommen, die wiederum 2000 in der E.ON aufging, deren Tochter E.ON Wasserkraft GmbH das Kraftwerk betrieb. Infolge verschiedener Umwandlungen gelangte es im April 2015 zur Uniper Kraftwerke GmbH.
Seit Dezember 2022 gehört die Gesellschaft als Teil der Uniper Holding GmbH als indirekte Folge des russischen Überfalls auf die Ukraine zu 99,12 % dem deutschen Staat.
In den ersten 100 Betriebsjahren produzierte das Kraftwerk wenigstens zehn Milliarden kWh Bahnstrom.

## Denkmalschutz
Seit 1983 ist das Walchenseekraftwerk ein geschütztes Industriedenkmal und ist unter dem Aktenzeichen D-1-73-133-23 in der Denkmalliste des Bayerischen Landesamtes für Denkmalpflege erfasst. Unter dem gleichen Aktenzeichen sind separat aufgeführt das Wasserschloss, das Apparatehaus, die Wasserleitung, der Abflusskanal und das Abspannwerk.

## Besonderheiten
Die Bundesstraße 11 verläuft vom Ort Walchensee nach Urfeld entlang des Steilhanges vom Herzogstand am Nordufer. Das Wasser des Walchensees übt Druck auf das Ufer aus, der ein Abrutschen der Straße verhindert. Wenn im Winter der Wasserstand wegen des Verbrauchs durch das Walchenseekraftwerk sinkt, wird die Benutzung der Straße durch eine Gewichtsbeschränkung für Lkw eingeschränkt. Zu einem geeigneten Zeitpunkt im Frühjahr ist der Betreiber unter Androhung einer Konventionalstrafe verpflichtet, den Wasserstand so zu erhöhen, dass die Verkehrsbeschränkung – vor allem wegen des Fremdenverkehrs – aufgehoben werden kann. Daher informiert sich das Energieunternehmen im Winter über die Schneelage im Wassereinzugsgebiet, um berechnen zu können, wie viel Schmelzwasser voraussichtlich für die Erfüllung der Forderung zur Verfügung steht.
Zur Anfangszeit des Kraftwerkbetriebs kam es infolge von Seeabsenkungen von bis zu über fünf Metern aus oben genanntem Grund zu teils enormen Ufereinbrüchen in vielen Ufergebieten. Im Frühjahr 1926 wurden deshalb Befestigungsmaßnahmen vor allem im Uferbereich um den Ort Walchensee begonnen. Auch in der Zeit nach dem Zweiten Weltkrieg, als ein allgemeiner Strommangel herrschte, kam es zu Rutschungen, so zum Beispiel im April 1955 als ein beträchtlicher Teil der B 11 im See versank.
Im März 2015 befuhr das am Helmholtz-Zentrum für Ozeanforschung in Kiel stationierte Tauchboot Jago den 1200 Meter langen Kesselbergstollen des Walchenseekraftwerkes, um den Bauzustand zu dokumentieren.

## Tourismus
2001 eröffnete der damalige Kraftwerksbetreiber E.ON Wasserkraft ein neues Besucherzentrum – das Industriedenkmal wird jährlich von knapp 100.000 Besuchern besucht.
In der Nacht sind das Wasserschloss und ein Fallrohr beleuchtet.
|  |  |  |

## Kritik
Das Kraftwerk wird kritisiert, weil es den natürlichen Lauf der Isar verhindert. Dadurch werden Tiere und Pflanzen verdrängt. 2030 läuft die Konzession für das Walchenseekraftwerkssystem ab. Der Freistaat ist für die Umsetzung der EU-Wasserrahmenrichtlinie rund um das Walchenseekraftwerk verantwortlich. Die Wasserrahmenrichtlinie schreibt vor, dass Flüsse wie die Isar in „gutem ökologischen Zustand“ sein müssen.